# 阿达德
阿卡德语中的阿达德（Adad）和苏美语中的伊什库尔（Ishkur）以及亚拉姆语中的哈达德（Hadad）都是巴比伦-亚述神殿中风暴神的名字。所有这三个名字通常都用语标符号写为「dIM」。阿卡德神阿达德与闪族神哈达德在名称和功能上同源。傳入迦南後被尊為巴力哈達（Baal Hadad，即巴力，Baal）。 
在阿卡德神话中，阿达德也被称为拉姆曼（Ramman）「雷神」，与亚拉姆语中哈达德的绰号「临门」（Rimmon）同源。拉姆曼以前被许多学者错误地认为是一位独立的巴比伦神，后来才确认为是亚摩利神哈达德（Hadad，也作Baal Hadad）。 
苏美的伊什库尔出现于在「法拉」发现的神名表中，但远不如后来的阿卡德神阿达德重要，部分原因可能是巴比伦南部地区风暴和降雨稀少，那里的农业主要依赖灌溉而非天然雨水。此外，大神恩利勒和尼努尔塔也有风暴神的特征，因此也削弱了伊什库尔的独特性。他有时会显示为他们二者中某一位的助手或同伴。
恩基在指定众神的分工时，他让伊什库尔巡视宇宙。在一则祷文中，一再宣称伊什库尔是「伟大闪耀的公牛，你的名字是天堂」，并称他为「卡尔卡拉」(Karkara)之主、恩基的孪生兄弟、丰裕之主、驾驭风暴的主宰，天堂之狮。 
在其他文献中，阿达德/伊什库尔有时是月神南纳/欣与宁伽勒的儿子及乌图/沙玛什（Utu/Shamash）和伊南娜/伊絲塔的兄弟。偶尔，他也被说成是恩利勒的儿子。 
阿达德/伊什库尔的配偶（无论是早期的苏美，还是后期的亚述文献中）是「谷物女神」沙拉，有时又她与大衮神有关。在最早的文献中，她也被称作古巴拉（Gubarra）。火神吉比尔（Gibil），阿卡德名为格尔拉（Gerra），有时被看作是伊什库尔和沙拉的儿子。
代表阿达德/伊什库尔的特定动物是公牛。他自然而然地被当作安纳托利亚的风暴之神忒舒勃（Teshub）。偶尔，阿达德/伊什库尔也被看成是亚摩利人的神：阿穆鲁（Amurru）。

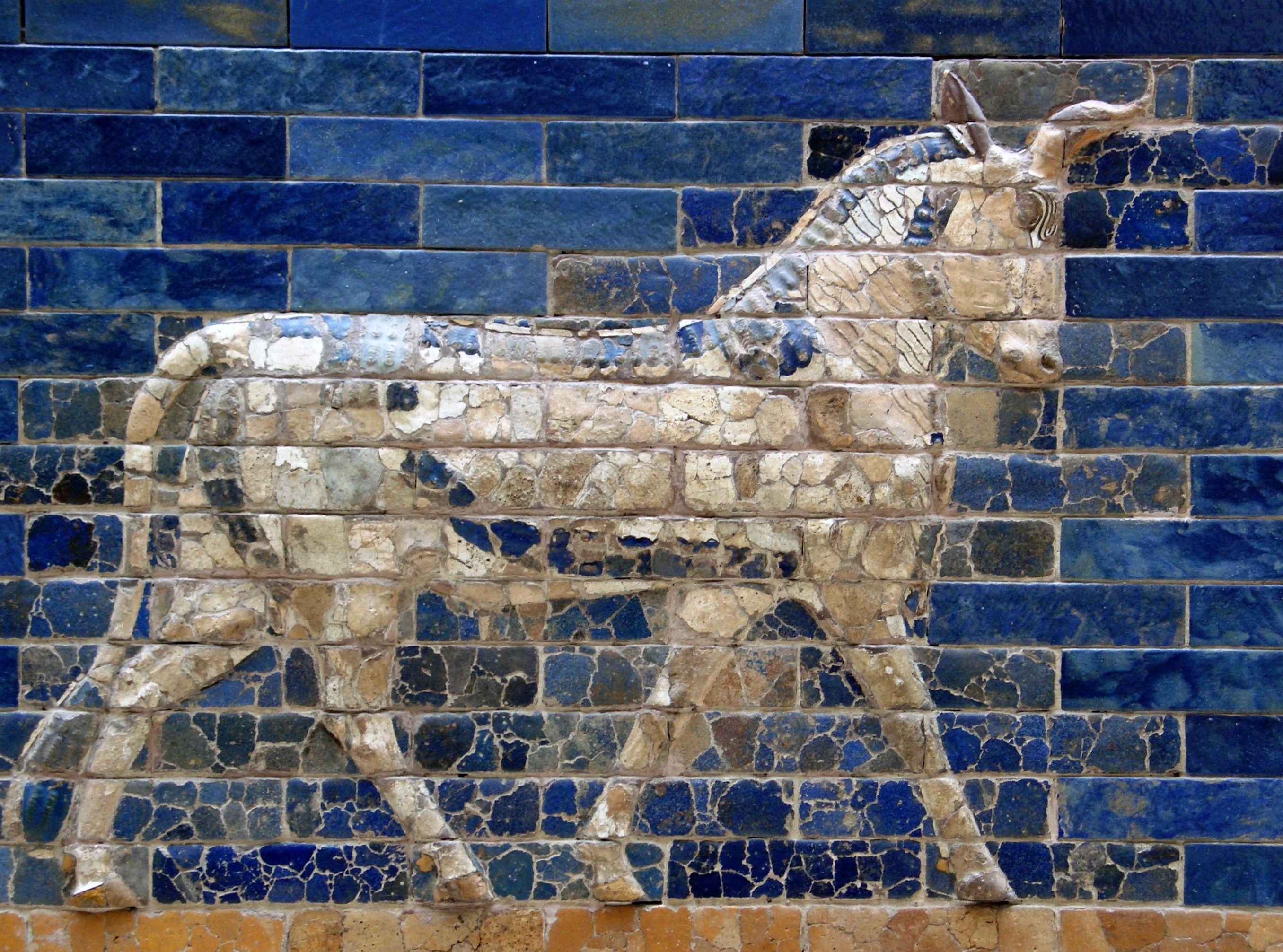
象征阿达德神的动物-公牛，位于巴比伦伊絲塔城門。

阿达德/伊什库尔在巴比伦的崇拜中心是南方的卡尔卡拉，他的主神殿是卡尔卡拉寺庙（E.Karkara）；他的配偶沙拉被供奉在杜尔库神庙（E. Durku）。但在亚述，对他的崇拜特别朝他武士的一面发展。从提格拉特帕拉沙尔一世（前1,115年至公元～前1,077年）统治起，在亚述，阿达德与安努共享二处圣殿。祈祷中，安努经常与阿达德关联。在亚述国王的名字中可经常发现阿达德的名字及别名、绰号（如：达杜、比尔、达德达）等。
在赞美诗、咒语以及供奉铭文中的阿达德/伊什库尔呈现出两种特性。一方面，他是应季送来雨水、让土地变得肥沃的神；而另一方面，他又是产生风暴，带来破坏和毁灭的神。他在碑石和滚筒印章（有时带长角形冠盖)被刻画成闪电和霹雳（有时是矛的形状）。在诗歌中，该神阴暗的一面整体上占居主导地位。他与太阳神沙玛什有紧密的关系，由于这两位神的结合控制了大自然的交替，导致他也拥有了一些属于太阳神的特点。 
通常沙玛什和阿达德被结合到一起成为预言和占卜之神。通过检视祭祀牲畜的肝脏、观察水盆中的气泡或观测天象运动来获取沙玛什和阿达德的指示，二者在仪式中通过占卜连接，同时被调用。同样，在编年史和国王还愿铭中，当涉及到神谕时，沙马什和阿达德总是被称为众神解决，在这种情况下，它们一般被称「预言的主宰」贝勒比里（bele biri）。

## 备注
1. ↑  《世界神话辞典》，“阿达德<苏-阿>”，第360页，辽宁人民出版社，1989年
2. ↑  《世界神话辞典》，“忒舒勃<胡里特>”，第398页，辽宁人民出版社，1989年